# 七重天瀑布
七重天瀑布，位於台中市和平區，大甲溪左岸支流七重天溪匯流處，是由七層大小瀑布組合而成，故名為「七重天」。瀑布原隱藏於山林之中，後經溯溪山友探勘後，成為戲水踏青的新景點。

## 簡介
七重天瀑布以第五層則最壯觀，高約60公尺，水勢自峭壁直瀉而下，沖擊山岩巨石落至潭中，水煙彌漫氣勢澎湃磅礡，於台8線上即可遠眺第五層瀑布自崖壁上倏然跌落。過裡冷橋後，於右側尋路下抵大甲溪河床，往下游方向步行約100公尺即來到底層瀑布，瀑布高約15公尺，瀑底潭水清澈冰涼。自右側小徑攀爬而上即來到第二層瀑布，第二層瀑布不高，但因在下方形成較大的潭水，常見當地原住民小朋友在此戲水游泳。自二層瀑布抬頭便可仰望第三層瀑布，第三層瀑布水瀑奔流因地勢關係，水霧在陽光折射下常見美麗的彩虹，故又稱為彩虹瀑布。第四層瀑布則是裡冷橋過後右行，經梅園抵三層瀑頂端溪流，循參差不齊的岩石小徑而行，即見隱藏深谷的第四層瀑如倒瀉水銀沖洩而下。後段瀑布深入溪谷，路徑徒峭，間有危崖，若無嚮導、足夠的裝備和體能者，切勿貿然前行。

## 交通資訊
- 自行開車：由國道4號下豐原端後，左轉台3線豐勢路過東勢大橋，右轉台8線行至裡冷橋[3]。
- 大眾運輸：搭乘台鐵至豐原車站，轉乘豐原客運【豐原－谷關】線，至裡冷站下車[3]。

## 外部連結
- 在YouTube的七重天瀑布影像（页面存档备份，存于）